# ニューファンドランド遠征 (1702年)
1702年のニューファンドランド遠征（-えんせい、Newfoundland Expedition）は、イングランド王国の海軍による、北アメリカのフランス入植地への攻略遠征である。1702年の8月から10月にかけて、艦隊指揮官のサー・ジョン・リークが、北大西洋のフランス入植地であるニューファンドランドと、その勢力下にあるサンピエールを狙って、壊滅的な打撃を与えて、フランス船を50隻以上拿捕した。

## 遠征の背景
1701年にスペイン継承戦争が起こり、各国による交戦が始まっていたものの、イングランドはスペインに大規模な海軍の出動を考えていたため、翌年までは参戦しなかった。1702年の6月9日（ユリウス暦、フランスの日付はグレゴリオ暦による）、ニューファンドランドは、海軍卿であるカンバーランド公ジョージの最高顧問ジョージ・チャーチルの標的となっていた。
チャーチルはリークに「殿下に私から、お前のニューファンドランドの軍指揮官任命をお願いした。お前はあの地の総司令官だ」と告げ、リークは6月24日に正式に任命され、ニューファンドランドのフランスの兵力を調査すること、「港と海とで嫌がらせをすること」という2つの訓令が下った。また、それとは別に商船の護送をすること、イングランド入植地とそこの漁業について報告すること、そしてニューファンドランドでは、総督のようにふるまうことといった任務もまかされた。
7月22日、リークは、9隻の軍艦から成る艦隊を率いてプリマスを出港した。うち6隻は戦闘態勢が整っていた、その6隻とは、エクセター（1697）（en:exeter (1697)）、アシスタンス (1650）（en:HMS Assistance (1650)）、モンタギュ（1654）（en:HMS Montague (1654)）、リッチフィールド（1695）（en:Lichfield (1695)）、メッドウェー（1693）（en:Medway (1693)）、リザーブ（1650）（en:HMS Reserve (1650)）である。
ウィリアム王戦争中、ニューファンドランドは多くの戦闘が繰り広げられた。1696年の、ピエール・ル・モイン・ディベルヴィユ率いるフランスと先住民の軍は最も大々的で、破壊的な攻撃をした。この地域のイングランド植民地は殆ど壊滅状態となった。そのうちの多くはほどなく再建され、セントジョンズのイングランドの港は要塞化された。
ニューファンドランドの、フランスの恒久的な入植地は、どちらかといえば少ない方だった。トレパシー湾やサンマリー（セントメアリー）の入植地は、夏場に漁をする漁師たちが使うもので、彼らは、漁の時期が終わるとヨーロッパに戻って行った。中心となるプラセンシア（プレザンス）は恒久植民地で、要塞には駐屯兵がいた。1702年、その駐屯兵たちは、一時的にフィリップ・パストゥール・ド・コステベルの指揮下にあった。この人物は入植地の海軍の大佐で、次期ヌーベルフランス総督のダニエル・ドージェ・ド・スーベルカースの代理だった。（この総督は1703年まで着任しなかった）この地に定住しているフランスの入植者系住民は180人ほどであったため、1713年に植民地が廃棄されると、すべてが他の地へ移住して行った。

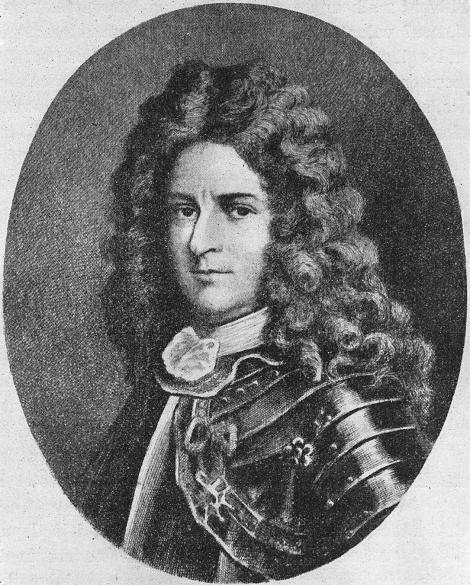
デイベルヴェイユ

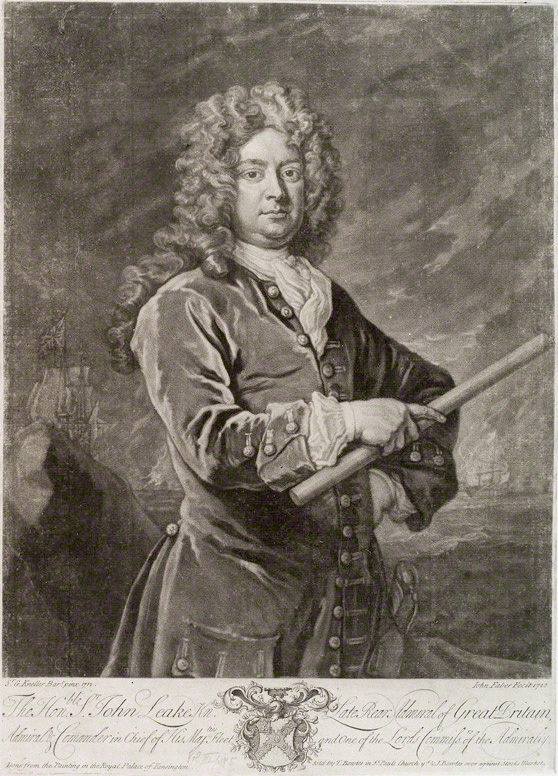
ジョン･リーク

フランスは、ニューファンドランドのすぐ南にあるサンピエール島にも、小さな植民地を作っていた。そこはセントローレンス湾の外側に位置していた。1702年の7月に着任したばかりの、総督のセバスチャン･ル･グエは、数台の大砲を備えた木造の要塞をここに築いた。

## 襲撃

### ニューファンドランド
リークの艦隊は、8月の末にベイブルズに着き、住民から、フランスの船が2隻、トレパシー湾で物資を積み込んでいること、そしてフランスの軍艦が2隻、フランス植民地の中心地であるプレザンスの近くに停泊していることを聞き出した。また、ベイブルズでの活動を監視させるため、フランスが定期的にスパイを配置していること、そして、陸路で3日かかるプレザンスに、リークの艦隊がベイブルズにいることを知らせに行ったらしいということも聞き出した。

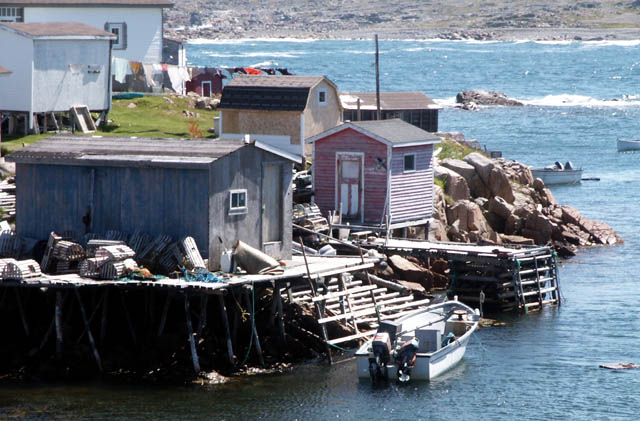
ニューファンドランドのフィッシングステージ

リークは、サンピエールの方向へと急いだ。8月28日に艦隊はフランス船を数隻拿捕した。フランス領西インド諸島のマルティニーク島から着いたばかりの船、さらにトレパシー湾で2隻、そしてリッチフィールドが追跡した2隻だった。翌日、セントメアリー湾でまた別の船を捕まえ、そして前日3隻を拿捕したモンタギュと再会した。リークはモンタギュ、リッチフィールド、そしてチャールズ･ガレーの各艦に、コリネ（Colinet）に向かうように命じ、残りの艦をセントメアリー湾に向かわせた。そこで追跡した船が座礁したため、ボートを出して、船を引き揚げることにしていた。コリネに上陸した兵士たちは、フィッシングステージ（水揚げした魚を加工する、水上に突き出した作業小屋）や、建物や、船の建設のための部品、未完成の船、そして多くの小船を壊した。

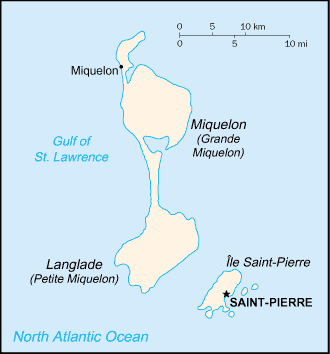
サンピエールとミクロン

コリネの町を壊滅させた後、艦隊は30日に再集合した。リークは配下の船何隻かに、セントジョンズまで拿捕した船を護送するよう、そしてレース岬から、2週間の間新たなフランス船を拿捕するため巡航するように命じた。また、リークは、サンピエールに向かう間に、セントローレンスを壊滅させるため、モンタギュとリッチフィールドを分遣した。

### サンピエール
9月1日に、サンピエールに初入港とリークは踏んでいたが、悪天候のため、入港は翌日いっぱいお預けになった。そのため、リークにできたことは船を拿捕することくらいだったが、捕まったのは8隻のうちの2隻だけで、あとはみな、狭い海路を通って逃げて行った。3日になって、もう一度港に近づいたが、上陸する旨を伝えていなかったため、サンピエールを後にしてセントジョンズへ向かった。
リークの艦隊は、9月7日にセントジョンズで再集結した。そして、艦隊のうち半分ほどをメッドウェイとチャールズ･ガレーに率いさせ、サンピエールに戻って町を破壊するようにするよう命令した、その一方で残りを半分を自分で率いて、北にあるボナビスタを目指した。そこで、フランス入植地の港の事情に通じた案内人を得たいと思っていた。しかしこの試みは失敗した、どの案内人も、必要とされる知識に乏しく、また、冬が近いことに対しての懸念もなかった。リークはセントジョンズへ戻り、メッドウェイとチャールズ･ガレーの隊と10月2日に再会した、こちらの隊の任務はうまくいっていた。
サンピエールの総督のスールデバルは、10月11日付の手紙（グレゴリオ暦と思われる、ユリウス暦では9月30日である）で、イングランド軍が、10月7日と8日の2度、兵士を上陸させたと報告している。2度目の上陸では400人が上陸し、小さな要塞にいたスールデバルは、彼らに包囲された。何時間か砲撃戦が交わされたのち、彼は降伏し、その後町は廃墟と化した。そしてリーク艦隊は、遠征中に拿捕した船の、捕虜となった乗組員をそこに残した。

### フランス船団拿捕
リークはしかる後に艦隊を分散して、ヨーロッパへの帰還体制を取った。モンタギュとルーエは商船と、ポルトガルへ、拿捕した船の護送する任務を引き受けることになった、一方リザーブとチャールズ･ガレー、そしてファイアブランドは、拿捕船をイングランドに向けて護送する態勢を取った。リークは残りの艦を連れて、レース岬から何週間かの巡行に出た。、冬に備えて入植地に物資を届けるため、近くを通るであろうフランスの護送船団を迎撃するつもりだった。天気はしばしば荒れ模様となったが、リークは8隻の船を拿捕して、最終的に10月半ばにイングランドに向かった。

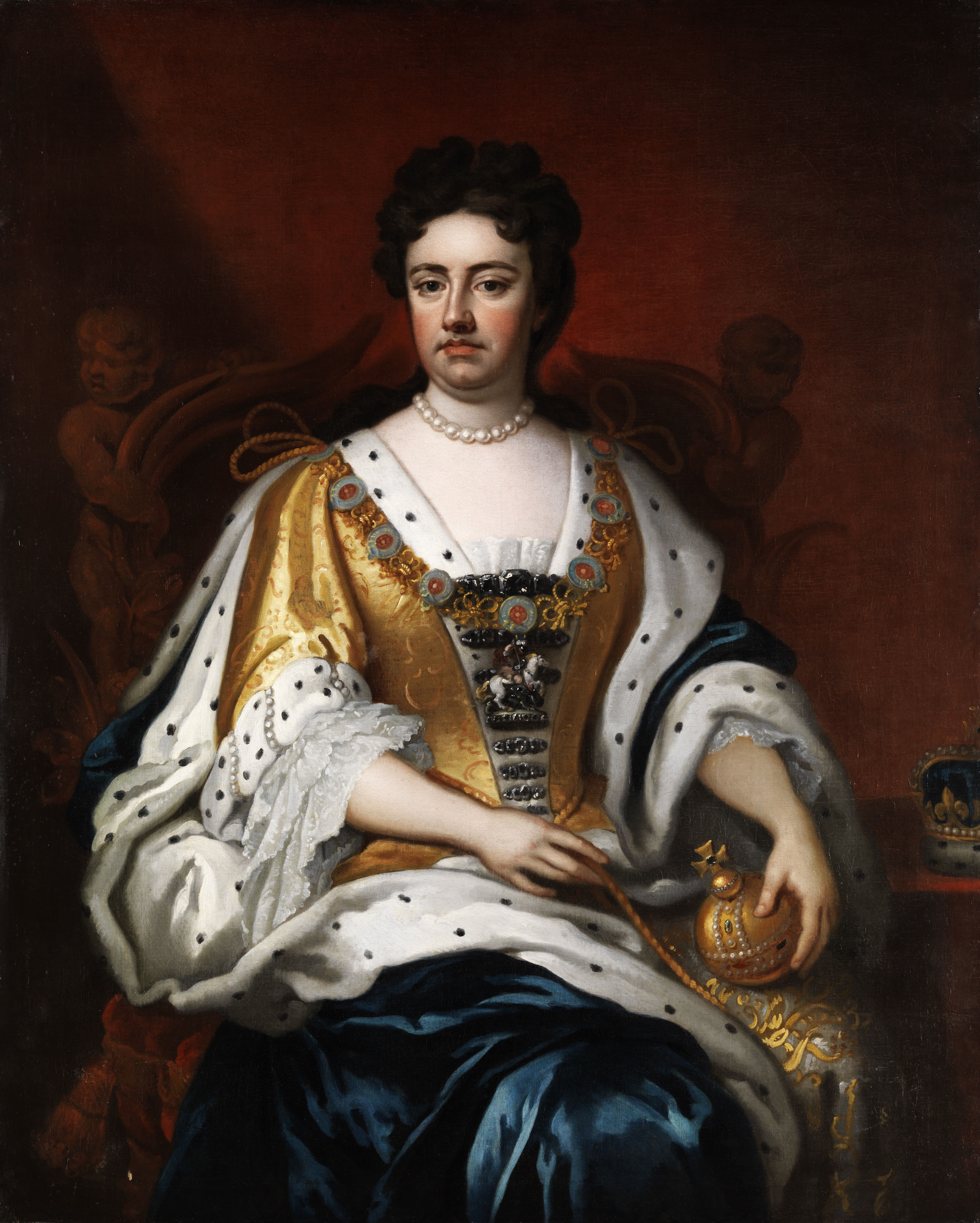
アン女王

## 帰国と昇進
リークの報告によれば、拿捕した船は51隻だった。うち16隻がイングランドに、6隻がポルトガルに引き渡され、5隻がセントジョンズ売却された。また、2隻をセントジョンズの防御の一部としてそこに残した。残りの船で、荷物や交易品を積んでいなかったものはすべて打ち壊され、また、6つのフランス入植地が壊滅した。トレパシー、セントメアリー（サンマリー）、コリネ、グレートセントローレンスにリトルセントローレンス、そしてサンピエールである。イングランドに戻ると、リークはアン女王から好意を持って迎えられ  、海軍大将に昇進した。その後の戦争では、ヨーロッパを舞台に、際立った功績を挙げ続けた。
ニューファンドランドは戦争の間中、英仏の、実利的で、入植地を片端から破壊する争いの渦中に置かれた。イギリス系の主な入植地であるセントジョンズは、1705年にプレザンスから派遣されたフランス軍に包囲され、1709年にはフランス軍に奪われた。ニューファンドランド全島の主権は、1713年のユトレヒト条約によりイギリスに譲渡されたが、フランスは、海岸部（フレンチ・ショア）で魚を加工する権利を与えられた。サンピエールもイギリスの支配下となったが、オーストリア継承戦争の後には、この町とミクロンとはフランス領土となった。